# Десмет, Альфонс
Альфонс Десмет (нидерл. Alfons Desmet; 1 января 1864, Ойгем, Западная Фландрия — 31 марта 1944, Брюссель) — бельгийский органист и музыкальный педагог.
Учился в католической школе в Малоне (ныне в составе Намюра), затем в Школе церковной музыки в Мехелене, основанной Жаком Николя Лемменсом; после смерти Лемменса занимался под руководством Эдгара Тинеля и в 1882 г. стал первым выпускником школы. С 1887 г. органист Кафедрального собора в Намюре. В 1902—1929 гг. профессор органа в Брюссельской консерватории (среди его учеников Жан Абсиль), одновременно в 1907—1932 гг. главный органист и капельмейстер церкви Святого Серватия в Схарбеке.
На протяжении многих лет входил в редколлегию журнала Musica sacra. Вместе с братом Алоисом Десметом работал над гармонизацией традиционных католических песнопений. На Шестом Всемирном католическом конгрессе в Мехелене (1936) был председателем секции литургии и духовной музыки. Награждён католическим Крестом «За заслуги перед Церковью и Папой».